# Dectodesis katomborae
Dectodesis katomborae är en tvåvingeart som beskrevs av Albany Hancock 1986. Dectodesis katomborae ingår i släktet Dectodesis och familjen borrflugor.
Artens utbredningsområde är Zimbabwe. Inga underarter finns listade i Catalogue of Life.